# 708년

## 연호
- 당(唐) 경룡(景龍) 2년
- 일본(日本) 게이운(慶雲) 5년 / 와도(和銅) 원년
- 발해(渤海) 천통(天統) 11년

## 기년
- 당(唐) 중종(中宗) 복위 4년
- 신라(新羅) 성덕왕(聖德王) 7년
- 발해(渤海) 고왕(高王) 11년

## 사건
- 3월 25일 - 교황 콘스탄티노, 88대 로마 교황으로 취임.

## 사망
- 2월 4일 - 교황 시신니오, 87대 로마 교황.